# Reed Hastings
Wilmot Reed Hastings Jr. (Boston, 8 de octubre de 1960) es un empresario, filántropo y director ejecutivo estadounidense. Es cofundador, presidente y director ejecutivo de Netflix y forma parte de las juntas de Facebook y de varias organizaciones sin fines de lucro. Es exmiembro de la Junta de Educación del Estado de California.

## Biografía
Reed se graduó de una escuela privada en Cambridge. Posteriormente ingresó a Bowdoin College donde estudió matemáticas. También, en 1981, sirvió en el entrenamiento para oficiales que el Cuerpo de Marines brinda mediante su Clase de Líderes de Pelotón gracias a que él comenta que tenía un gran interés en servir a su nación.
En 1983, se graduó e ingresó al Cuerpo de Paz, un programa administrado por el gobierno de Estados Unidos que envía voluntarios a diferentes países en vías de desarrollo. Fue enviado a Suazilandia, donde enseñó matemáticas a nivel bajo preparatoria de 1983 a 1985. Después, mencionó que sus experiencias en África ayudaron a perfeccionar sus habilidades como entrepreneur y de toma de decisiones arriesgadas.  
Posteriormente a su regreso del Cuerpo de Paz, Reed ingresó a Stanford University donde obtuvo su maestría en ciencias computacionales en el año de 1988. Subsecuentemente, Hastings se convirtió en un desarrollador de software, y en 1991 fundó Pure Software (Posteriormente Pure Atria Corporation), la cual vendió en 2008 por una cantidad muy importante.

## Creación dePure Software
El primer trabajo de Hastings fue en Adaptive Technology, donde inventó una herramienta para detectar y eliminar errores de software. Conoció a Audrey MacLean en 1990 cuando ella era CEO de Adaptive Corp. Hastings menciona que de ella, aprendió a valorar el enfoque. Aprendió que es mejor hacer un producto bien hecho que dos hechos mediocremente.
Hastings abandonó Adaptive Technology en 1991 para fundar su primera compañía, Pure Software, que producía productos para solucionar problemas de software. La creciente y evolutiva compañía se mostró difícil para Hastings ya que carecía de experiencia como gerente empresarial. Afirmó que tenía problemas manejando la empresa con tan rápido crecimiento. Su pasado ingenieril no lo preparó lo suficiente para enfrentar retos como CEO y pidió a su consejo ser reemplazado, afirmando que empezaba a perder autoconfianza. El consejo se negó y Hastings dice haber aprendido a ser un hombre de negocios. Pure Software fue públicamente tomada y controlada por Morgan Stanley en 1995.
En 1996, Pure Software anunció una fusión con Atria Software. Esta fusión integraba los programas detectores de errores de software de Pure Software con las herramientas para el manejo del desarrollo de software complejo del software de Atria. La meta que tenía Hasting al fusionar las dos compañías era la de unir las fuerzas de venta que ambas tenían. El Diario de Wall Street reportó que hubo problemas integrando las fuerzas de venta de Pure Software con Atria después de que los agentes de ventas principales de ambas empresas renunciaran tras a la fusión.
En 1997, la empresa combinada, Pure Atria, fue adquirida por Rational Software, que provocó una caída del 42% en las acciones de ambas compañías después de que se anunciara el acuerdo entre ellas. Hastings fue nombrado como Jefe Técnico de la compañía combinada y abandonó la empresa rápidamente después de la adquisición. Después de Pure Software, Hastings pasó dos años pensando sobre cómo evitaría problemas similares con su siguiente startup.

## Creación de Netflix
En 1998, Hastings y Marc Randolph cofundaron Netflix, ofreciendo un servicio de alquiler de películas por correo con una tarifa fija a clientes de los Estados Unidos al combinar dos tecnologías emergentes; DVD’s, los cuales eran mucho más sencillos de enviar por correo que los casetes VHS, y una página Web de donde encargarlos, en vez de un catálogo en papel. Con sede en Los Gatos, California, Netflix ha generado una colección de 100,000 títulos y alrededor de 130 millones de suscriptores alrededor del mundo, cuando la apertura oficial de la compañía tuvo lugar el 14 de abril de 1998 con 30 empleados y 925 títulos disponibles. De acuerdo al propio Hastings, la idea de Netflix le surgió después de que su compañía fuera adquirida: “Tuve un gran cargo por demora en la entrega de un video de Apolo 13. Fue por seis semanas de retardo y debía $40 a la tienda de videos. Había colocado equivocadamente el casete. Era mi culpa. No quería contarle a mi esposa sobre esto. Y me dije a mí mismo, ‘¿Pondré en compromiso la integridad de mi matrimonio por un cargo por demora?’ Después, en mi camino al gimnasio, me di cuenta de que ellos tenían un modelo de negocios mucho mejor. Podías pagar $30 o $40 al mes y asistir tanto o tan poco como quisieras.” 
Sin embargo, en el libro Netflixed: the Epic Battle for America's Eyeballs, el cofundador de la empresa, Marc Randolph, relata que la idea de Netflix surgió con base en el deseo de iniciar un negocio de comercio electrónico (un “Amazon.com de algo") que, finalmente, elegiría al DVD como su producto.
Netflix comenzó por ofrecer el servicio de alquiler de películas que le permitía al cliente mantener la película durante una semana por 4 dólares más 2 dólares por gastos de envío. A causa de que los clientes seguían prefiriendo comprar películas que alquilarlas, Netflix dejó de ofrecer su servicio de ventas y dirigía a sus clientes interesados a Amazon. La página web de comercio electrónico, en agradecimiento por su retirada de su área de negocio, promocionó a Netflix en su sitio web. 
Otras versiones de Hastings sobre la fundación de Netflix no tienen relación alguna con el recargo por la entrega tardía de Apolo 13: a inicios del año 2017, en el Mobile World Congress en Barcelona, España, Hastings mencionó que su idea resultó a partir de un problema de matemáticas relacionado con el ancho que tenía un vagón de carga para transportar cintas de video. Para resolver este problema, la persona tenía que calcular cuántas cintas de video podrían caber dentro del vehículo, la cantidad de datos que estas cintas podrían almacenar y qué tan rápido llegaría el vehículo de transporte a un destino determinado. 
Hastings mencionó que este problema matemático generó en él pensamientos sobre qué tantos datos puede almacenar un DVD y qué tan rápido se podía diseminar dicha información a través del correo. Finalmente, él pensó que el internet haría posible la entrega de cosas aún más rápido.  
Hastings siempre había hablado sobre su creencia en la transmisión de video. En el 2005, Hastings mencionaba a Inc. que la compañía se preparaba para un futuro basado en internet. Sin embargo, en ese entonces él creía que Netflix continuaría dominando el área de los DVD. No fue hasta dos años después cuando, en 2007, Netflix introdujo la transmisión de contenido. 
Hastings mencionaba a Inc. que el vídeo por internet se aproximaban y que en algún punto esto se convertiría en un gran negocio. Comentaba que la compañía invertía de 1 a 2 por ciento de sus ingresos anuales a la descarga de películas. Además, Hastings decía que la compañía quería estar lista para el momento en el que el vídeo a la carta sucediera y que esta era la razón por la cual la compañía tenía por nombre Netflix y no DVD por Correo.
En el mismo artículo de Inc. Hastings comentaba que en verdad nunca hubo un momento de iluminación que generara el origen de la compañía. Él hablaba de que Netflix era, inicialmente, un servicio de alquiler, pero que el servicio de suscripciones era una de las pocas ideas que ellos tenían.
El 19 de enero de 2023, anunció que dejaba su cargo como Director Ejecutivo de Netflix.